# ربکا داگوستینو
ربکا داگوستینو (انگلیسی: Rebecca D'Agostino؛ زادهٔ ۱۵ اکتبر ۱۹۸۲) بازیکن فوتبال اهل مالت است.
از باشگاه‌هایی که در آن بازی کرده‌است می‌توان به باشگاه فوتبال موستا اشاره کرد.
وی همچنین در تیم ملی فوتبال Malta بازی کرده‌است.